# Escuela de Ingenieros
La Escuela de Ingenieros "Teniente General Juan José Valle" (Ec Ing) es un instituto militar de perfeccionamiento del Ejército Argentino con asiento en Campo de Mayo.

## Historia
Por decreto del 7 de diciembre de 1938, fue creado el Centro de Instrucción de Ingenieros, con elementos de ingenieros y comunicaciones.
Fue en 1943 en que fue trasladada a la guarnición de Concepción del Uruguay, donde permaneció hasta 1966, año en que retornó a Campo de Mayo.
Con la reestructuración del Ejército de 1992, fue nuevamente trasladada a la guarnición de Concepción del Uruguay, instalaciones del Batallón de Ingenieros 121, unidad con la que conformó el Batallón de Ingenieros Escuela.
En 2002 dispuso la superioridad su regreso a Campo de Mayo para incorporarse a la Escuela de las Armas.

## Malvinas
A propuesta del director de la Escuela de Ingenieros, el Comando de Ingenieros aprobó la formación de la Compañía de Ingenieros de Combate 601, con elementos de la Escuela. Así, fue desplegada en apoyo directo al Regimiento de Infantería 3 y Regimiento de Infantería 7, al mando del mayor Jorge Luis Amaro Etienot. La Compañía dependía de la Agrupación de Ingenieros Malvinas, al mando del coronel Manuel Dorrego, cumpliendo tareas de construcción de campos minados, obstáculos y voladuras.
Su misión más importante fue la voladura del puente carretero en Fitz Roy, demorando el avance británico hacia Puerto Argentino, y posibilitando el desastre de Fitz Roy del 8 de junio de 1982.

## Actualidad
Actualmente mantiene su asiento de paz en Campo de Mayo y depende de la Dirección de Educación Operacional, Dirección General de Educación.
Su nombre recuerda al teniente general post mortem Juan José Valle, peronista fusilado durante la Revolución Libertadora en 1956, en circunstancias de un alzamiento fallido contra el gobierno de facto de Pedro Eugenio Aramburu. Así en 2006 la superioridad resolvió imponer a la Ec Ing el nombre histórico "Teniente General Juan José Valle" en un acto de homenaje.